# Le Plessier-Rozainvillers
Le Plessier-Rozainvillers (picardisch: Plessii-Rozinvilèr) ist eine nordfranzösische Gemeinde mit 765 Einwohnern (Stand 1. Januar 2022) im Département Somme in der Region Hauts-de-France. Die Gemeinde liegt im Arrondissement Montdidier, ist Teil der Communauté de communes Avre Luce Noye und gehört zum Kanton Moreuil.

## Geographie
Die Gemeinde am Rand der Landschaft Santerre liegt rund 6 km ostsüdöstlich von Moreuil an den Départementsstraßen D54 und D137.

## Geschichte
Der frühere Weiler Saint-Aubin-en-Harponval ist vollständig verschwunden. Die Wollverarbeitung ist am Ende des 19. Jahrhunderts zum Erliegen gekommen.
Die Gemeinde erhielt als Auszeichnung das Croix de guerre 1914–1918.

## Einwohner
| 1962 | 1968 | 1975 | 1982 | 1990 | 1999 | 2006 | 2010 |
| ---- | ---- | ---- | ---- | ---- | ---- | ---- | ---- |
| 576  | 632  | 624  | 577  | 582  | 566  | 604  | 659  |

## Verwaltung
Bürgermeister (maire) ist seit 2008 Bernard Daigny.

## Sehenswürdigkeiten
- Kirche Saint-Martin
- Kapelle Notre-Dame-de-Miséricorde